# Cristian Fiél
Cristian Ramon Fiél Casanova, né le 12 mars 1980 à Esslingen am Neckar, est un footballeur allemand entre 1999 et 2015, reconverti entraîneur. Il possède également la nationalité espagnole.

## Biographie

### Carrière d'entraîneur

#### Hertha Berlin
Le 6 juin 2024, Fiél est nommé nouvel entraîneur du Hertha Berlin, signant un contrat jusqu'en 2026. Le 17 février 2025, après une quatrième défaite consécutive et avec seulement cinq points d'avance sur la zone de relégation vers la troisième division, le Hertha limoge Fiél.